# Prix Nemmers en composition musicale
Le prix Nemmers en composition musicale (en anglais Michael Ludwig Nemmers Prize in Music Composition) est un des prix de la série des prix Nemmers. Comme les autres prix, il est décerné tous les deux ans depuis 2004 ; l'institution qui sélectionne le lauréat est la Bienen School of Music (en) de l'université Northwestern.
Le prix est doté de 100 000. Il est porté, avec les autres prix Nemmers, par un legs des frères Erwin E. et Frederic E. Nemmers. Le nom anglais du prix est celui du grand-père des donateurs.
Les autres prix, à savoir le prix Nemmers en mathématiques et le prix Nemmers en économie sont décernés depuis 1994, le prix Nemmers en médecine depuis 2016, alors que le prix Nemmers en sciences de la Terre est le dernier de la série, et est décerné pour la première fois en 2018. Ils sont dotés, en 2018, de 200 000.

## Lauréats
- 2004 : John Adams
- 2006 : Oliver Knussen
- 2008 : Kaija Saariaho
- 2010 : John Luther Adams
- 2012 : Aaron Jay Kernis
- 2014 : Esa-Pekka Salonen[1],[2]
- 2016 : Steve Reich[3],[4]
- 2018 : Jennifer Higdon[5],[6]
- 2021 : William Bolcom[7]
- 2023 : Tania León[8].

## Articles liés
- prix Nemmers
- prix Nemmers en mathématiques
- prix Nemmers en économie
- prix Nemmers en médecine
- prix Nemmers en sciences de la Terre